# Arno Nielsen
Arno Kaj Nielsen (15. oktober 1914 på Østerbro i København - 23. december 1988 i Herlev) var en dansk fodboldspiller som vandt DM med B.93 i 1934, 1939 og 1942.
Arno Nielsen var den næstældste af fem fodboldspillende brødre. Familien boede i Brumleby, der stødte op til B.93s tidligere fodboldbaner, hvor nu Parken er beliggende. Han spillede 135 kampe for B.93 og scorede i disse 17 mål i perioden 1933-1943.
Han var med til at sikre klubben sine DM-titlen, i 1934, 1939 og 1942 som fløjhalf.
Karrieren sluttede brat, da han i august 1943, var nødt til at flygte til Sverige på grund af jødiske familieforhold. I Sverige kom han med på det såkaldte Flygtninge-landshold sammen med bl.a. Eigil Nielsen (KB), Eyvind Berger (B.93) og Ralf Ginsborg (HIK). Efter ti år i Sverige vendte han tilbage til København i 1953.
Arno Nielsen spillede to A-landskampe og scorede et mål i 1939. Han scorede i sin debutkamp mod Finland.
Arno Nielsens bror Helmut Nielsen var den af brødrene som fik flest kampe på B.93s divisionshold, nemlig 217 og scorede 121 mål i perioden 1939-1954. Han spillede to U-landskampe i 1947).
Svend spillede 139 kampe for klubben i perioden 1947-1961 og spillede 13 A-landskampe.
Den tredje bror, Henry, blev som Arno Nielsen landsholdspiller og spillede seks landskampe. Tre brødre på A-landsholdet er rekord. Den sidste bror Bent kom som de fire andre brødre på B.93’s 1. hold. Sammenlagt har de fem brødre spillet 658 kampe og scoret 230 mål for klubben.
I 1945-1946 var Arno Nielsen træner for Helsingborgs IF og i 1959 blev han træner for B.93, der den sæson var vendt tilbage til 1. division. Trænerjobbet blev ingen succes, de 22 kampe indbragte kun to sejre og to uafgjorte.